# Belgische federale verkiezingen 2014/Kandidatenlijst/PVDA-PTB
Dit zijn de kandidatenlijst voor de Partij van de Arbeid/Parti du Travail de Belgique voor de Belgische federale verkiezingen van 2014. De verkozenen staan vetgedrukt.

## Antwerpen

### Effectieven
1. Peter Mertens
2. Zohra Othman
3. Dirk Tuypens
4. Anne Delespaul
5. Mohamed Chebaa Amimou
6. Dirk Van Duppen
7. Nadia Charradi
8. Ben Rottiers
9. Nuray Sari
10. Anne Dhooge
11. Sofie Sas
12. Elisabeth Masika Sekanabo
13. Katrien Van Royen
14. Dennis De Meyer
15. Hanne Staes
16. Lieve Pepermans
17. Karima Amaliki
18. Rudy Sohier
19. Manuel Lisboa Escobar
20. Joris De Haes
21. Els Goeman
22. Bodo Vande Voorde
23. Frank Van Den Bossche
24. Kris Merckx

### Opvolgers
1. Mie Branders
2. Wouter Van Damme
3. Mireille Govaerts
4. Alain Claessens
5. Sofie Blancke
6. Ward Coenegrachts
7. Diane Janssen
8. Peter Veltmans
9. Tristan Faes
10. Mie Laenen
11. Paul Lever
12. Sonja Van Giel
13. Sim Dereymaeker

## Brussel-Hoofdstad

### Effectieven
1. Benjamin Pestieau
2. Claudia Chin
3. Chris Depredomme
4. Fayçal Draidi
5. Yves Pierseaux
6. Rita Vanobberghen
7. Jacques Hirschbuhler
8. Hamel Puissant
9. Jeanne-Marie Stevenart
10. Stavros Hatzigeorgiou
11. Julien Verstraeten
12. Joke Vandenbempt
13. Paula Polanco Palacio
14. Cetin Cakir
15. Riet Dhont

### Opvolgers
1. Sarah Schmit
2. Jan Busselen
3. Stéphanie Moyaert
4. Antoine Bertulot
5. Yvie Jacobs
6. Willy Kalb
7. Neal Michiels
8. Marie Deprez
9. Nele Vandenbempt

## Henegouwen

### Effectieven
1. Marco Van Hees
2. Sofie Merckx
3. Christian Viroux
4. Véronique Blaze
5. Bernard Ongemack
6. Anita Mahy
7. Gaëtan Lelong
8. Dolly Robin
9. Maryse Tombeur
10. Stéphane Mansy
11. Nathalie Verteneuil
12. Victor Martin
13. Méghan Sirault
14. Jean-François Lacroix
15. Isabelle Minnon
16. Marie Boutachidis
17. Claude Fostier
18. Freddy Mathieu

### Opvolgers
1. Saskia Deceuninck
2. Jean-Marie Renaux
3. Yannick Vanonckelen
4. Bruno Stas
5. Jan Harm Keijzer
6. Lise Cirillo
7. William Secchi
8. Véronique Mauroit
9. Vanessa Gilson
10. Jean-Pierre Callebaut

## Limburg

### Effectieven
1. Kim De Witte
2. Michelle Heijens
3. El Bachir Zidan
4. Sergio Bianchi
5. Michael Onkelinx
6. Marleen Vanlokeren
7. Eva Kraewinkels
8. Saida Almouzani
9. Sabine Crahay
10. Pippo Saeys
11. Gina De Smedt-Dewitte
12. Stany Nimmegeers

### Opvolgers
1. Johnny Henneman
2. Leen Driessen
3. Murat Agbaba
4. Marie-Rose Roosen
5. Lia Moro
6. Brecht Jonkers
7. Marc Martens

## Luik

### Effectieven
1. Raoul Hedebouw
2. Nadia Moscufo
3. Damien Robert
4. Barbara Tuna
5. François Ferrera
6. Muriel Krammisch
7. Mustafa Kumral
8. Nacera Benhamou
9. Pierre Etienne
10. France Arets
11. Daniel De Noni
12. Jeannine Mousset
13. Germain Vossen
14. Beatrice André
15. Marcel Bergen

### Opvolgers
1. Alice Bernard
2. Antonio Gomez Garcia
3. Lieve Vandamme
4. Julien Liradelfo
5. Annick Gerard
6. Vincent Van Cauwenberghe
7. Catherine Lacomble
8. Rose Demyttenaere
9. Adrian Thomas

## Luxemburg

### Effectieven
1. Jonathan Taffarel
2. Françoise Mainguet
3. Jean-François Bairiot
4. Sylvie Krzak

### Opvolgers
1. François Gerin
2. Annie Chevreux
3. Peter Maaswinkel
4. Vittoria Del Debbio
5. Pierre Reynaert
6. Alexia Michel

## Namen

### Effectieven
1. Thierry Warmoes
2. Hasnâa Darji
3. Michael Roufosse
4. Christine Bomboir
5. Sylvie Dachet
6. Daniel Tanuro

### Opvolgers
1. Philippe Gris
2. Laurence Marlier
3. Didier Lottin
4. Michèle Cornet
5. Ivette Vernimmen
6. Michel Fouard

## Oost-Vlaanderen

### Effectieven
1. Tom De Meester
2. Sonja Welvaert
3. Lydia Bruggeman
4. Jeroen Devaere
5. Justine Begerem
6. Nancy Sterck
7. Isabelle Vanbrabant
8. Ismail Tas
9. Judith Spotbeen
10. Lies Horrie
11. Raoul Flies
12. Natan Hertogen
13. Patrick Giebens
14. Tony Van Den Heurck
15. Anja Severens
16. Philip Van Lierde
17. Gert Mettepenningen
18. Kristien Reynders
19. Antoinette Van Mossevelde
20. Frans Van Acoleyen

### Opvolgers
1. Steven De Vuyst
2. Freia Van Dalem
3. Stefaan Van Parys
4. Robrecht D'Haeseleer
5. Lucien De Rouck
6. Sabine Vandamme
7. Tilly Jacobs
8. Freddy De Zutter
9. Betty Bracke
10. Francine De Canne
11. Pol Ronse

## Vlaams-Brabant

### Effectieven
1. Sander Vandecapelle
2. Jera Magnus
3. Gerrit Wuestenberg
4. Wiske Vingtcent
5. Jan Vancoppenolle
6. Ahmed Karrouche
7. Jan Dereymaeker
8. Geert Hellinckx
9. Magda Decremer
10. Nele Denayer
11. Bart Van Rompaey
12. Sander Barrez
13. Laura Rabau
14. Bea Knaepen
15. Tine Van Rompuy

### Opvolgers
1. Henri Ams
2. Gerda Ceuleers
3. Jean Vannieuwenhuyze
4. Marie-Rose Baert
5. Hilde Vanderlinden
6. Martijn Spaninxs
7. Annette Smets
8. Johan Kerkhof
9. Roos Van Droogenbroeck

## Waals-Brabant

### Effectieven
1. Liza Lebrun
2. Jean-Marie Piersotte
3. Thomas Vaessen
4. Anne-Marie Obbiet
5. Géry Tassignon

### Opvolgers
1. Jean Pestieau
2. Claire Chaudoir
3. Patrick Mayné
4. Laetitia Patout
5. Aurélie Patout
6. Frédéric Willems

## West-Vlaanderen

### Effectieven
1. Filip Desmet
2. Joke Vanthuyne
3. Frans Lozie
4. Marij Defieuw
5. Stefaan Verbeek
6. Rita De Volder
7. Ronny Saelen
8. Mieke Vandriessche
9. Giovanni Doom
10. Barka Labriq
11. Geert Vanlangendonck
12. Ariane Seynaeve
13. José Delrue
14. Petra Cappan
15. Cynthia Van Aelst
16. Rudy Nuytten

### Opvolgers
1. Patrick Baekelandt
2. Mieke Van Hoorde
3. Luc Desmet
4. Veronica Booysen
5. Loonis Logghe
6. Natalie Depoorter
7. Marc Vindevogel
8. Ingrid Lagrange
9. Ferre Mommerency